# G.rev
G.rev (или G.revolution) — японская компания, разработчик компьютерных игр для аркадных игровых автоматов. Основана бывшими сотрудниками компании Taito Corporation, работавшими над игрой G-Darius.
Первой игрой, выпущенной компанией, стала головоломка Doki Doki Idol Starseeker, но известность компания получила благодаря играм в жанре скролл-шутера — Border Down и Under Defeat. Все игры компании были разработаны для аркадной платформы Sega NAOMI, впоследствии некоторые из них были портированы на игровую консоль Sega Dreamcast.
Компания также сотрудничала с Treasure, выполнив программирование и графику декораций для популярных скролл-шутеров Ikaruga и Gradius V.

## Список игр
- Doki Doki Idol Star Seeker — (2001, NAOMI / Dreamcast)
- Border Down — (2003, NAOMI / Dreamcast)
- Senko no Ronde — (2005, NAOMI / Xbox 360)
- Under Defeat — (March 2006, NAOMI / Dreamcast)
- Senko no Ronde SP - (2006, NAOMI)
- Mamonoro — (July 2008 - NAOMI)
- Senko no Ronde Duo - Dis-United Order — 2009 (Taito Type X2)

## Другие работы
- Ikaruga — (2001, NAOMI / Dreamcast / GameCube) — программа, графика фона
- Gradius V — (2004, PlayStation 2) — программа, графика фона